# Kuchak
Kuchak ou Quchak (en arménien Քուչակ ; d'après Nahapet Kuchak) est une communauté rurale du marz d'Aragatsotn, en Arménie. Elle compte 2 519 habitants en 2009.